# 新聞女王2
《新聞女王2》是由香港電視廣播有限公司（TVB）與優酷聯合出品的時裝職場劇，為2023年《新聞女王》的續作。劇集延續首季故事背景，講述主播文慧心（佘詩曼飾）離開SNK新聞台後，加入新媒體公司「公開平台」，與SNK新任總監古肇華（黃宗澤飾）及舊同事張家妍（李施嬅飾）形成三足鼎立的新聞業競爭格局。本劇新增關鍵角色阮雪君（Pat姐）（夏文汐飾），揭開文慧心孤兒身世之謎。製作團隊斥資搭建實景還原新聞部，並於深圳、香港兩地取景，2025年7月26日全劇煞科，預計同年年底作為TVB台慶劇播出。